# Волшебные Поппикси
«Волше́бные Поппи́кси» (итал. PopPixie — ПопПикси) — итальянский фантастический мультсериал производства Rainbow S.r.l. при поддержке Rai Fiction, созданный режиссёром Иджинио Страффи и задуманный как спин-офф популярного мультсериала «Клуб Винкс». Сюжет сериала повествует о жизни и приключениях мини-фей пикси, которые получили высокую зрительскую симпатию в качестве второстепенных персонажей «Клуба Винкс». По замыслу создателей, сериал призван воспитывать чувства дружбы, веры и оптимизма и несёт сообщение о том, что внутри каждого есть таланты, для развития которых нужна уверенность в себе. Сериал дебютировал 14 августа 2010 года во Франции на канале France 3 и в странах Африканского союза на K-Net, а 10 января 2011 года — в Италии на канале Rai 2. В ряде стран сериал был издан на DVD, а также по его мотивам вышли иные лицензированные товары, включая книги, одежду и предметы быта.

## Мир сериала
История сериала повествует о жизни миниатюрных феечек-пикси в городке Пиксивилль, где они живут вместе с волшебными животными, гномами и эльфами. Последние считают, что пикси хотят быть лучше их, и группа озлобленных эльфов всячески пытается испортить гармонию в жизни феечек. Пикси дают эльфам отпор, защищают свой городок и живут обычной жизнью. Сериал не объединён общей сюжетной линией и поделён на самостоятельные короткие истории. Главными героями сериала являются миниатюрные феечки-пикси: Локетт — пикси порталов; Амур — пикси чувств; Чатта — пикси общения; Карамель — пикси суперсилы; Чери — пикси погоды; Мартино — пикси акробатики; Фиксит — пикси техноволшебства и другие. У каждой пикси есть своё говорящее животное. В качестве главных антагонистов выступают эльфы во главе с Рексом и его невестой Максин. В сериале есть много второстепенных персонажей в виде других пикси, эльфов, гномов и волшебных животных.
Территория, на которой происходит действие сериала, представляет собой город Пиксивилль и его окрестности, расположенные в густом лесу, где слились воедино природа и волшебство. В этом мире магия заменяет электричество, и все технологии работают на ней. Пиксивилль защищён невидимой волшебной стеной, которая не допускает врагов из внешнего мира. Всю энергию города, включая волшебный барьер, обеспечивает Древо Жизни, от которого зависят и волшебные силы пикси. Пиксивилль разделён на три района, в которых живут пикси, эльфы и гномы, а волшебные животные живут в лесу вокруг города. Пикси представляют собой основную социальную структуру города и имеют различные профессии: кондитеры, учителя, изобретатели и другие; гномы занимаются тяжёлым физическим трудом и представляют собой конфликтных существ, которые больше всего любят зарабатывать и копить деньги; эльфы не работают и предпочитают жить воровством и бандитизмом; волшебные животные работают на тех же работах, что и пикси, выступая их коллегами и помощниками, иногда помогают и гномам.
Пикси получают свои волшебные силы от Древа Жизни, на котором растут шары Маджикпоп. Когда пикси использует свой дар на всеобщее благо, он или она может получить шар Маджикпоп с Древа Жизни и стать Поппикси. Этот момент считается самым важным в жизни феечек, потому что так они открывают свои положительные качества. С обретением магической силы внешний облик пикси меняется, и феечка получает специальный наряд, отличающий её от других. В жизни каждой пикси существует только один личный Маджикпоп, который невозможно кому-либо передать.

## Роли озвучивали
| Роль     | Актёр            | Роль   | Актёр            |
| -------- | ---------------- | ------ | ---------------- |
| Локетт   | Лаура Ленги      | Фиксит | Давиде Гарболино |
| Амур     | Йоланда Гранато  | Диджит | Джемма Донати    |
| Чатта    | Перла Либератори | Пэм    | Чинция Массирони |
| Карамель | Лаура Амадей     | Пифф   | Гая Болоньези    |
| Чери     | Илария Латини    | Тьюн   | Ева Падоан       |
| Мартино  | Ренато Новара    | Ливи   | Паоло Де Сантис  |

## Идея и особенности
В мае 2009 года из пресс-релиза Rainbow стало известно, что в процессе создания находится спин-офф знакового для компании мультсериала «Клуб Винкс», который решили назвать PopPixie по аналогии с уже выпущенной в 2006 году ограниченным тиражом серией кукол. Иджинио Страффи решил посвятить пикси отдельный сериал, поскольку эти второстепенные герои «Клуба Винкс» завоевали большую зрительскую симпатию. По информации с сайта Иджинио Страффи и лицензионных агентств, основная целевая аудитория сериала — дети в возрасте 5—9 лет. По словам Франческо Артибани, одного из сценаристов «Клуба Винкс» и «Волшебных Поппикси», PopPixie является развитием маленьких героев, представленных в «Клубе Винкс», и сериал нацелен на то, чтобы подробнее осветить их жизнь в Пиксивилле, их мир и других связанных персонажей. Основная моральная линия сериала заключается в том, что у каждого есть какие-то таланты, но чтобы реализовать с ними свои мечты, нужно иметь уверенность в себе. Ключевыми ценностями сериала являются дружба, вера и оптимизм. Создатели ориентировали мультсериал не только на девочек, но и на мальчиков. Сценарист замечает, что их команде удалось создать продукт, отличный от «Клуба Винкс» по стилю диалогов, а также новые уникальные пейзажи и необычных персонажей. Студия Red Whale во главе с Франческо Артибани и его женой Катей Чентомо собрала команду сценаристов с навыками артикулированного письма, которой удавалось писать несколько сюжетов одновременно. На создание сериала ушло больше года.

## Премьера
Ещё в 2009 году, задолго до трансляции сериала, права на показ всех 52 серий купили каналы более чем 20 стран. В январе 2010 года стало известно, что телевизионные права на сериал во Франции приобрела компания France Télévisions. Мультсериал дебютировал на экранах телевизоров 14 августа 2010 года во Франции на канале France 3 и в странах Африканского союза на K-Net. В сентябре 2010 года сериал стартовал на TVI в Португалии и на канале Clan концерна TVE в Испании. Вскоре после этого прошла череда премьерных показов в ряде других стран, включая Турцию, Грецию, Финляндию, Израиль и страны Среднего Востока. Вскоре после своего запуска сериал показал высокие рейтинги среди возрастной аудитории 4—6 лет: 45 % аудитории во Франции, 58 % в Испании и 58 % в Португалии. В Италии запуск состоялся 10 января 2011 года на канале Rai 2. Осенью 2011 года канал СТС начал премьерный показ «Волшебных Поппикси» на территории России. С 9 июля 2012 года транслировать сериал в России начал канал Nickelodeon.
На DVD мультсериал дебютировал 2 февраля 2011 года во Франции, издателем выступила France Télévisions Distribution. Права на DVD в Испании отошли к Big Picture, а в Португалии — к Lusomundo. В январе 2010 года стало известно, что домашнюю лицензию на сериал в России приобрела Hitlab Entertainment. Тем не менее, российский релиз на DVD произошёл 22 марта 2012 года в исполнении компании «Новый Диск». Эксклюзивные права на интернет-трансляцию сериала на территории России получил сервис ivi.ru.

## Сопутствующая продукция
Как и свой «прародитель» в лице «Клуба Винкс», мультсериал про пикси породил линейки различной брендовой продукции, включая куклы, игрушки в «киндер-сюрпризах», брендовую одежду и аксессуары, канцелярские товары и прочую. Уже в 2009 году более 25 компаний приобрели лицензии на брендовую продукцию по мотивам сериала. Первая ограниченная серия кукол под маркой PopPixie была издана в Италии ещё в 2006 году. В 2009 году стало известно о покупке международной лицензии на производство кукол по мотивам сериала компанией Bandai. В Италии, Испании и Греции брендовые куклы и электронные игрушки стали издавать Giochi Preziosi. В 2012 году лицензию на выпуск кукол и сопутствующей продукции во всех англоговорящих странах приобрела компания Jakks Pacific. Ещё до запуска мультсериала компания Ferrero продала около 12 миллионов киндер-сюрпризов с фигурками пикси, а продажи журнала PopPixie достигали 60 000 копий в месяц в Италии и 100 000 копий в месяц в России. По мотивам сериала издана линейка журналов и книг. В российском iTunes вышло официальное приложение PopPixie, которое содержит в себе все эпизоды, описания элементов сериала и развивающие игры по мотивам.